# Alain Lottin
Pour les articles homonymes, voir Lottin.
Alain Lottin est un historien français, né le 1er janvier 1935 à Saint-Martin-Boulogne (Pas-de-Calais) et mort le 25 décembre 2017 à Lille.
Il est professeur d’histoire moderne, spécialiste notamment des questions religieuses, sociales et politiques des provinces françaises du Nord, aux XVIe et XVIIe siècles.

## Biographie
Agrégé de l’Université, Alain Lottin a été président de l'Université de Lille III de 1986 à 1991 puis administrateur provisoire de la nouvelle Université d'Artois de 1991 à 1996, puis président de cette même université d’Artois de 1996 à 2000.
En 2000, à 65 ans, il fait valoir ses droits à la retraite. Il a pour successeur à la tête de l'Université d'Artois Jean-Jacques Pollet, un germaniste. Le professeur Lottin continue de publier articles et ouvrages.
Alain Lottin a également été Président de l’Université populaire de Lille de 1999 à 2006.
Il est officier de la Légion d’honneur (2002) et officier de l’ordre national du Mérite (2005).

## Publications
- Alain Lottin, Pierre-Ignace Chavatte, ouvrier lillois, un contemporain de Louis XIV, Paris, Flammarion, 1979 (1re publication 1968).
- Alain Lottin et S. Deyon, Les casseurs de l’été 1566 – L’iconoclasme dans le Nord de la France, Paris, Hachette, 1981, 225 p.
- Alain Lottin, Lille, citadelle de la Contre Réforme ? 1598-1667, Dunkerque, Les éditions des Beffrois, 1984.
- Alain Lottin (dir.), Histoire des provinces françaises du Nord, Villeneuve d'Ascq, Presses universitaires du septentrion, 1988.
- Alain Lottin, Être et Croire à Lille et en Flandre aux XVIe et XVIIe siècles, Arras, Artois Presses Université, 2000.
- Alain Lottin, Histoires des villes : Boulogne-sur-mer, Villeneuve d’Ascq, Tourcoing (dir.).
- Alain Lottin, Deux mille ans du Nord-Pas-de-Calais (dir.), 2 vols, Lille, Editions de La Voix du Nord, 2002, 2003.
- Alain Lottin, Lille, d’Isla à Lille-Métropole (Histoire de Lille), Lille, Editions de La Voix du Nord, 2004.
- Alain Lottin, J.P. Poussou (dir.), Naissance et développement des villes minières en Europe, Arras, Artois Presses Université, 2004.
- Alain Lottin, B. Béthouart (dir.), La dévotion mariale de l’an mil à nos jours, Arras, Artois Presses Université, 2005.
- Alain Lottin, Histoire des provinces françaises du Nord de Charles Quint à la Révolution française (en collaboration avec Ph. Guignet), Arras, Artois Presses Université, 2006.
- Alain Lottin, La révolte des Gueux en Flandre, Artois et Hainaut, Lillers, Ed. Les Echos du Pas-de-Calais, 2007.
- Alain Lottin et Laurence Delsaut, Sentences criminelles de la gouvernance de Lille 1585-1635, Arras, Artois Presses Université, 2012, 320 p.
- Alain Lottin, Solange Deyon, Les casseurs de l'été 1566. L'iconoclasme dans le Nord, Villeneuve d'Ascq, Presses universitaires du septentrion, 2013.
- Alain Lottin, Lille, citadelle de la Contre-Réforme ? (1598-1668), Villeneuve d'Ascq, Presses universitaires du septentrion, 2013.
- Alain Lottin (dir.), Histoire de Boulogne-sur-Mer : ville d'art et d'histoire, Villeneuve d'Ascq, Presses universitaires du septentrion, 2014.
- Alain Lottin, La révolte des Gueux en Flandre, Artois et Hainaut, Villeneuve d'Ascq, Presses universitaires du septentrion, 2016.

## Distinctions
- Officier de la Légion d'honneur (2002)
- Officier de l'ordre national du Mérite (2005)